# Yurutí
Yurutí (Uainana, Uaínana, Wahyara, Yurutí-tapúya; česti nepravilni nazivi Juriti, Juriti, Juriti-Tapuia), pleme američkih Indijanaca porodice tucanoan, naseljeni u kolumbijskom departmanu Vaupés na rijekama Pacá, pritoka Papuríja i Caño Yi, pritok Vaupésa. Koch-Grünberg (29123), kaže da se jezik uaínana (=yurutí-tapuyo; zove se i patsoca) govori u tri maloke na igarapé Dyí. Lovci, ribari, sakupljači i uzgajivači manioke. Broj im iznosi između 250 i 300, od čega 50 u Brazilu (1991 R. Kinch SIL). Sami sebe nazivaju Wahyara ili Wajiaray, Yutabopinõ.